# Морски стил
Морският стил е керамичен в изкуството на минойската цивилизация.
Заедно с другия, растителен стил, е характерен за последния т.нар. новодворцов период на минойската култура и цивилизация (от около 1650 г. пр.н.е. до 1450 г. пр.н.е.), върху чийто край явно най-вече слага отпечатък изригването на Санторини.
Харктерните признаци на този стила са освен изображенията на морето, но и на аргонавти, октоподи, корали и делфини изобразени в тъмни краски на светъл фон в ярък контраст. На късноминойските вази има раковини и наутилоси.
Морският стил от късния минойски период характеризира и краси артефактите от дворцовите комплекси и култовите обекти на средиземноморската цивилизация.

## Галерия
|  | Тази страница частично или изцяло представлява превод на страницата „Морской стиль“ в Уикипедия на руски. Оригиналният текст, както и този превод, са защитени от Лиценза „Криейтив Комънс – Признание – Споделяне на споделеното“, а за съдържание, създадено преди юни 2009 година – от Лиценза за свободна документация на ГНУ. Прегледайте историята на редакциите на оригиналната страница, както и на преводната страница, за да видите списъка на съавторите. ВАЖНО: Този шаблон се отнася единствено до авторските права върху съдържанието на статията. Добавянето му не отменя изискването да се посочват конкретни източници на твърденията, които да бъдат благонадеждни. |